# Condado de Prowers
O Condado de Prowers é um dos 64 condados do Estado americano do Colorado. A sede do condado e maior cidade é Lamar. O condado possui uma área de 4.259 km² (dos quais 10 km² estão cobertos por água), uma população de 14.483 habitantes, e uma densidade populacional de 3 hab/km² (segundo o censo nacional de 2000). O condado foi fundado em 1889.